# 小行星3882
小行星3882（英語：3882 Johncox）是一颗围绕太阳公转的小行星。1962年9月7日，印第安纳大学在摩根县发现了此天体。
这颗小行星的绝对星等为75.03428等。